# Japan Open de 1997
O Japan Open de 1997 (também conhecida por Copa Honda Prelude) foi a primeira edição do Japan Open, um evento anual de patinação artística no gelo organizado pela Federação Japonesa de Patinação. A competição foi disputada entre os dias 4 de janeiro e 5 de janeiro, na cidade de Tóquio, Japão.

## Eventos
- Individual masculino
- Individual feminino
- Duplas
- Dança no gelo

## Medalhistas
| Evento                        | Ouro                                    | Prata                                     | Bronze                                      |
| Individual masculino detalhes | Ilya Kulik · Rússia                     | Philippe Candeloro · França               | Todd Eldredge · Estados Unidos              |
| Individual feminino detalhes  | Michelle Kwan · Estados Unidos          | Yuka Sato · Japão                         | Irina Slutskaya · Rússia                    |
| Duplas detalhes               | Jenni Meno · Todd Sand · Estados Unidos | Marina Eltsova · Andrei Bushkov · Rússia  | Kyoko Ina · Jason Dungjen · Estados Unidos  |
| Dança no gelo detalhes        | Oksana Grishuk · Evgeni Platov · Canadá | Susanna Rahkamo · Petri Kokko · Finlândia | Marina Anissina · Gwendal Peizerat · França |

## Resultados

### Individual masculino
| Pos.              | Nome               | Nacionalidade    |
| ----------------- | ------------------ | ---------------- |
| Medalha de ouro   | Ilya Kulik         | Rússia           |
| Medalha de prata  | Philippe Candeloro | França           |
| Medalha de bronze | Todd Eldredge      | Estados Unidos   |
| 4                 | Takeshi Honda      | Japão            |
| 5                 | Jozef Sabovčík     | República Tcheca |
| 6                 | Brian Orser        | Canadá           |

### Individual feminino
| Pos.              | Nome            | Nacionalidade  |
| ----------------- | --------------- | -------------- |
| Medalha de ouro   | Michelle Kwan   | Estados Unidos |
| Medalha de prata  | Yuka Sato       | Japão          |
| Medalha de bronze | Irina Slutskaya | Rússia         |
| 4                 | Surya Bonaly    | França         |
| 5                 | Katarina Witt   | Alemanha       |
| 6                 | Nicole Bobek    | Estados Unidos |

### Duplas
| Pos.              | Nome                            | Nacionalidade  |
| ----------------- | ------------------------------- | -------------- |
| Medalha de ouro   | Jenni Meno / Todd Sand          | Estados Unidos |
| Medalha de prata  | Marina Eltsova / Andrei Bushkov | Rússia         |
| Medalha de bronze | Kyoko Ina / Jason Dungjen       | Estados Unidos |

### Dança no gelo
| Pos.              | Nome                               | Nacionalidade  |
| ----------------- | ---------------------------------- | -------------- |
| Medalha de ouro   | Oksana Grishuk / Evgeni Platov     | Rússia         |
| Medalha de prata  | Susanna Rahkamo / Petri Kokko      | Finlândia      |
| Medalha de bronze | Marina Anissina / Gwendal Peizerat | França         |
| 4                 | Renee Roca / Gorsha Sur            | Estados Unidos |

## Quadro de medalhas
| Ordem | País           | Medalha de ouro | Medalha de prata | Medalha de bronze |    | Ordem por total |
| ----- | -------------- | --------------- | ---------------- | ----------------- | -- | --------------- |
| 1     | Estados Unidos | 2               |                  | 2                 | 4  | 1               |
| 2     | Rússia         | 1               | 1                | 1                 | 3  | 2               |
| 3     | Canadá         | 1               |                  |                   | 1  | 4               |
| 4     | França         |                 | 1                | 1                 | 2  | 3               |
| 5     | Finlândia      |                 | 1                |                   | 1  | 4               |
| 5     | Japão          |                 | 1                |                   | 1  | 4               |
| TOTAL | TOTAL          | 4               | 4                | 4                 | 12 | —               |